# 小人物日記
小人物日記（Diary of a Nobody），英国作家喬治·格羅史密斯作品，發表於1892年的《笨拙》杂志。

## 故事梗概
故事是託名一位小職員查爾斯·普特爾（Charles Pooter）的日記，普特爾和妻子卡洛琳（Caroline）、兒子魯賓（Lupin）搬进郊区老房子“月桂居”，一星期后开始写日记，由當年的4月寫到隔年7月，一開始記些雞毛蒜皮的小事。一天終於有件大事發生，他們应邀参加市长官邸举办的舞会，然而當晚夫妻俩大费周章盛装前往，却发现那裡根本没人認識他們，唯一的熟人是普特爾瞧不起的五金商法默森。跳舞时，普特爾跟老婆跌了一跤，他们不得不赶紧离开。隔天普特爾買了十多份報紙，準備向朋友炫耀，但他卻發現報紙上並沒有出現他的名字。實際上《小人物日記》是一本虛構作品，黃梅在代譯序中說：“《小人物日記》講述的實實在在是正經人普特爾的幸福生活。小市民家常的微末細節讓很多人感到親切。”

## 外部連結
- Diary of a Nobody - 古腾堡计划
- Website of "Diary" materials and criticism
- Diary of a Nobody in the form of a blog （页面存档备份，存于）
- Librivox audio recording （页面存档备份，存于）
- The Complete Diaries, with Illustration at Authorama.com （页面存档备份，存于）